# Zuzubalândia
Zuzubalândia ist eine brasilianische Zeichentrickserie. Die Serie basiert auf dem Buch Jujubalândia und dem gleichnamigen Kinderprogramm.

## Inhalt
Die Serie handelt von den Abenteuern von Zuzu und ihren Freunden im Königreich Zuzubalândia.

## Produktion und Veröffentlichung
Die Serie wurde von Mariana Caltabiano Criações in Brasilien produziert. Regie führten Courtney Sanford und Mariana Caltabiano und die künstlerische Leitung lag bei Caue Zunchini. Für den Ton waren Caio Gonçalves und Jonathan Macías verantwortlich.
Erstmals wurde die Serie am 25. Mai 2018 auf Boomerang in Brasilien ausgestrahlt. Insgesamt entstanden 52 Folgen, die in vier Staffeln gezeigt wurden.

## Synchronisation
Die Serie Zuzubalândia wurde in den Studios von Ultrassom aufgenommen. Hugo Picchi führten bei der Synchronisation der Serie Regie.
| Rolle       | Stimme          |
| ----------- | --------------- |
| Zuzu        | Daniel Costa    |
| Fast Food   | Daniel Costa    |
| Brigadeiro  | Hugo Picchi     |
| Suspiro     | Hugo Picchi     |
| Rei Apetite | Hugo Picchi     |
| Laricão     | Eduardo Jardim  |
| Sushiroco   | Eduardo Jardim  |
| Pipoca      | Luiza Porto     |
| Garfídea    | Bruna Guerin    |
| Maria Mole  | Bruna Guerin    |
| Bruxa       | Antoniela Canto |